# Andrea Holland
Andrea Holland es una deportista británica que compitió en natación sincronizada. Ganó dos medallas en el Campeonato Europeo de Natación de 1977, oro en la prueba dúo y plata en equipo.

## Palmarés internacional
| Campeonato Europeo | Campeonato Europeo | Campeonato Europeo | Campeonato Europeo |
| Año                | Lugar              | Medalla            | Prueba             |
| ------------------ | ------------------ | ------------------ | ------------------ |
| 1977               | Jönköping (Suecia) | Medalla de oro     | Dúo                |
| 1977               | Jönköping (Suecia) | Medalla de plata   | Equipo             |